# Кшижанкі (Вонґровецький повіт)
Кшижанкі (пол. Krzyżanki) — село в Польщі, у гміні Ґоланьч Вонґровецького повіту Великопольського воєводства.
Населення — 168 осіб (2011).
У 1975-1998 роках село належало до Пільського воєводства.

## Демографія
Демографічна структура станом на 31 березня 2011 року:
|          | Загалом | Допрацездатний вік | Працездатний вік | Постпрацездатний вік |
| -------- | ------- | ------------------ | ---------------- | -------------------- |
| Чоловіки | 79      | 25                 | 49               | 5                    |
| Жінки    | 89      | 21                 | 54               | 14                   |
| Разом    | 168     | 46                 | 103              | 19                   |